# Nguyễn Húng
Nguyễn Húng (1914 - 2004) là một nhà hoạt động cách mạng và chính khách Việt Nam. Là người có vai trò quan trọng trong phong trào cách mạng tại khu vực miền Trung Việt Nam. Ông từng giữ các chức vụ như Bí thư liên tỉnh ủy Trị Thiên, Thường vụ Liên khu 5, Uỷ viên Trung ương Mặt trận dân tộc giải phóng miền Nam Việt Nam, Phó Bí thư Khu uỷ Trị Thiên Huế, Đại sứ Cộng hòa Miền Nam Việt Nam tại Trung Quốc, Chủ tịch Ủy ban nhân dân tỉnh Bình Trị Thiên.

## Tiểu sử và quá trình hoạt động Cách mạng
Nguyễn Húng tên thật là Nguyễn Văn Quảng, sinh ngày 1 tháng 1 năm 1914 tại làng Niêm Phò, Quảng Thọ, Quảng Điền, Thừa Thiên Huế. Ông là em con chú ruột và sinh cùng ngày với Đại tướng Nguyễn Chí Thanh.
- Đầu năm 1937, ông được kết nạp Đảng tại làng Niêm Phò và sau đó là một trong những người thành lập chi bộ Niêm Phò, chi bộ Đảng đầu tiên của huyện Quảng Điền bao gồm 6 đảng viên: Nguyễn Vịnh (Nguyễn Chí Thanh), Trần Bá Song, Nguyễn Húng, Nguyễn Dĩnh, Nguyễn Bật, Đặng Thược do đồng chí Trần Bá Song làm Bí thư.[1]
- Từ năm 1940 đến 1945, ông bị Pháp bắt đi tù tại nhà tù Buôn Ma Thuột.[1]
- Trong Cách mạng tháng 8 ông là Chủ tịch Ủy ban Khởi nghĩa, Bí thư huyện uỷ Quảng Điền.[2]
- Từ năm 1945 cho đến 1954, ông lần lượt giữ các chức vụ Ủy viên ban Thường vụ Tỉnh ủy, Bí thư Tỉnh uỷ Thừa Thiên Huế, Khu ủy viên kiêm Bí thư Nông dân Liên khu 4.
- Từ năm 1954 cho đến 1959, ông là Phó trưởng ban Nông thôn Trung ương.
- Từ năm 1959 đến 1966, ông được bổ nhiệm làm Thường vụ Khu ủy Liên khu 5, Bí thư liên tỉnh uỷ Trị Thiên Huế kiêm Bí thư Thành ủy Huế.[1]
- Năm 1966, Khu ủy Trị Thiên được thành lập, ông chuyển sang làm Phó Bí thư Khu uỷ Trị Thiên Huế, Uỷ viên Trung ương Mặt trận dân tộc giải phóng miền Nam Việt Nam rồi sau đó được cử sang Trung Quốc làm Đại sứ đặc mệnh toàn quyền, đại diện cho Chính phủ lâm thời Cộng hòa Miền Nam Việt Nam.
- Năm 1975 sau khi đất nước thống nhất, ông trở về làm Chủ tịch Ủy ban nhân dân Cách mạng tỉnh Thừa Thiên Huế.[3]
- Từ năm 1976 đến 1981, 3 tỉnh Bình Trị Thiên sáp nhập, ông được bầu làm Phó Bí thư Tỉnh ủy tỉnh Bình Trị Thiên, kiêm Chủ tịch Ủy ban nhân dân tỉnh Bình Trị Thiên.[4]
- Ông về hưu và sau đó mất vào ngày 12 tháng 11 năm 2004 tại TP Huế.

## Vinh danh
- Ông đã được nhà nước tặng thưởng Huân chương Hồ Chí Minh cùng nhiều huân, huy chương cao quý khác, đồng thời cũng được đánh giá là "một chiến sĩ Cộng sản kiên cường, một tấm gương sáng về cần kiệm liên chính, trung kiên của Đảng."
- Tên của ông (Nguyễn Văn Quảng) được đặt cho con đường nối Thị trấn A Lưới với đường mòn Hồ Chi Minh tại tỉnh Thừa Thiên Huế.[2]